# محوطه دول تازان
محوطه دول تازان در شهرستان خرم‌آباد، بخش پاپی، دهستان کشور، ۹۰۰ متری غرب روستای تازان واقع شده و این اثر در تاریخ ۱۸ اسفند ۱۳۸۷ با شمارهٔ ثبت ۲۵۲۶۹ به‌عنوان یکی از آثار ملی ایران به ثبت رسیده است.